# Харьковская хоральная синагога
Хоральная синагога (еврейское название — Бейт Менахем; 1912—1913) — центральная синагога и архитектурный памятник в Харькове. Архитекторы здания Я. Г. Гевирц, В. А. Фельдман, М. Ф. Пискунов. Расположено на улице Пушкинской, 12.

## История

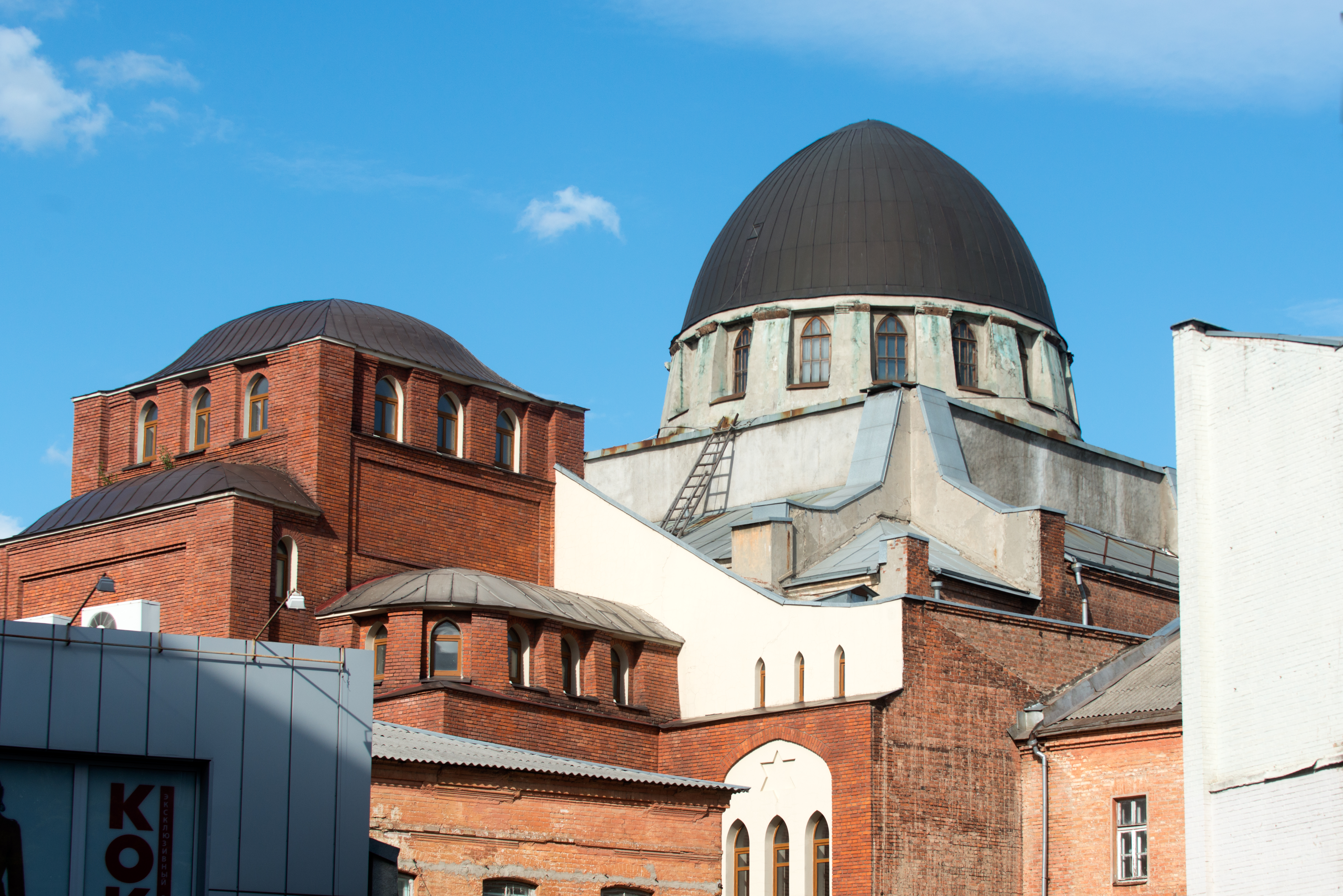
Главный купол

На месте синагоги в классическом особняке конца XVIII века в 1867—1910 годах располагался молельный дом. Конкурс новой синагоги был организован Императорским Санкт-Петербургским обществом архитекторов. Первую премию получил проект петербургского архитектора Я. Г. Гевирца, он был опубликован в журнале «Зодчий» в 1909 году. Здание отодвинуто вглубь участка по той причине, что необходимо было отмерить расстояние в 100 саженей (213 м) от православного Николаевского храма (располагавшегося на углу Николаевской площади перед Пушкинской улицей). Руководил строительством харьковский архитектор М. Ф. Пискунов.
Синагога была закрыта в 1923 году «по просьбам еврейских трудящихся». В ней разместился «Еврейский рабочий клуб имени Третьего Интернационала», с 1941 — детский кинотеатр. В 1945 году в синагоге возобновляется деятельность еврейской общины, однако в 1949 году её закрывают, в 1950-е годы — спортивное общество «Спартак». Тогда же, в 1954—1960-х годы интерьер был реконструирован под нужды спортивного зала и по осень 1991 года в здании находилось Добровольное спортивное общество (ДСО) «Спартак».

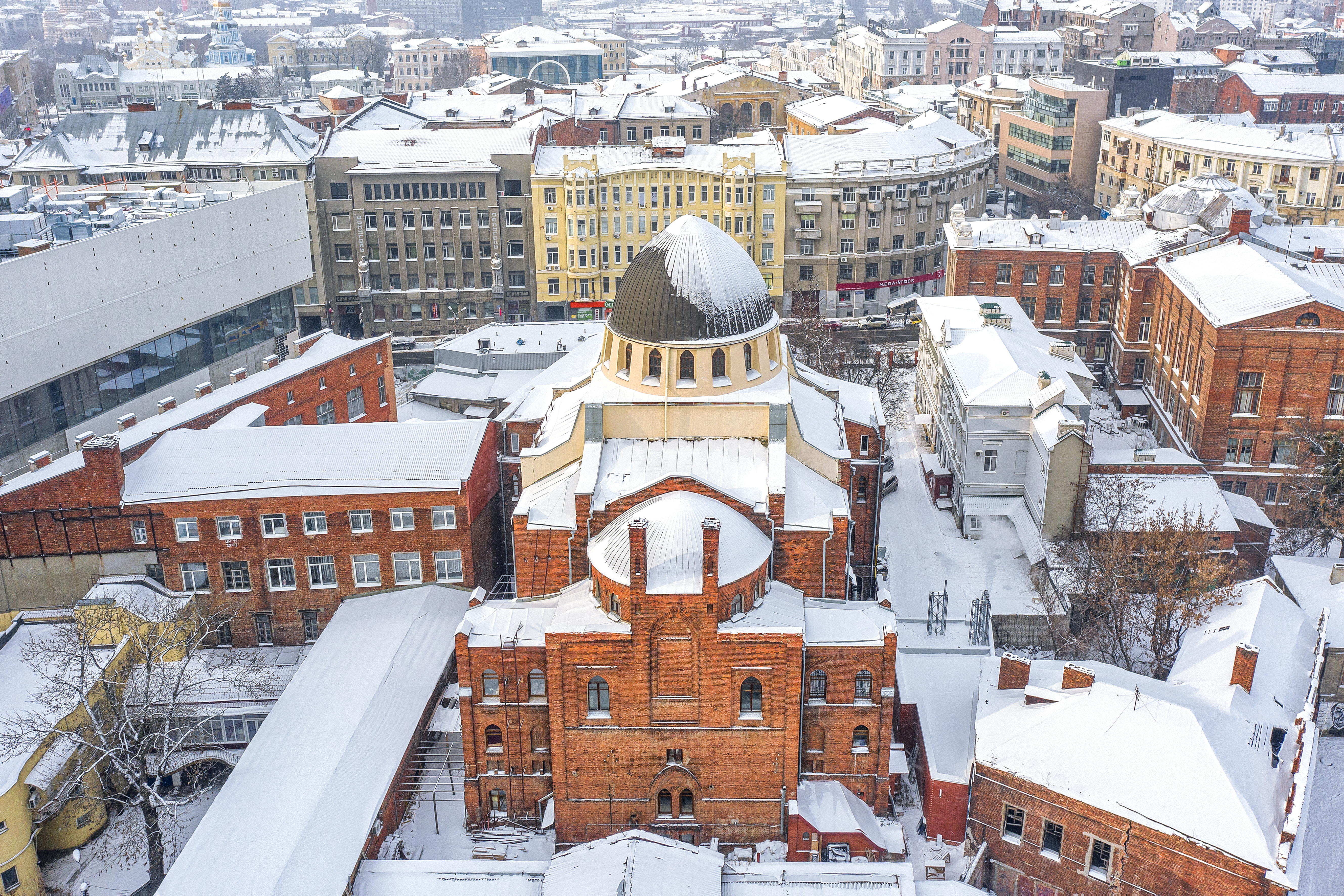
Вид сверху в 2021 году

В 1990 году здание было передано еврейской общине города. Из США был послан представитель Любавического ребе и занял пост равина, провозгласив себя главой Харьковской Иудейской религиозной общины и возглавил Хасидскую общину Хабад Любавичь. Сама местная община раскололась на несколько частей хасиды Хабад +часть светских евреев объединились также была основана ещё одна община Бней акива вязаные кипы и более прогрессивное течение иудаизма со своим представителем и главой назначенным из Израиля и отдельная цивильная часть общины перешла в сионистский культурно информационный клуб под патронажем организации сохнут еврейское агентство, открылась еврейская библиотека, проводились культурные мероприятия, в здании произведён ремонт, демонтированы спортивные залы. По мере усиления движения хасидов в 1992—1995 годах возник принципиальный конфликт между хасидами и главой ХОДОСа (Христианского Освободительного Добровольно Объединённого Союза), тогдашним главой реформистской иудейской общины Эдуардом Ходосом, который привёл к переходу синагоги под контроль хасидизма. После пожара 1998 года здание было отремонтировано и открыто в 2003 году. Автор проекта реставрации — харьковский архитектор В. Е. Новгородов.
В синагоге были разбиты стёкла в результате российских ракетных ударов по Харькову во время вторжения России на Украину.

## Исторические факты
- Харьковская хоральная синагога — крупнейшая на территории Украины. Высота купола 42 м, зала 30 м, крыши 25 м, длина бокового фасада 50 м, общая площадь 2067 м². Хранилище свитков синагоги имеет высоту 9 м. В зале площадью 450 м² могут разместиться 800—1000 человек.
- В переулке Кравцова, 15 с 1957 года по настоящее время находится планетарий, второй по возможностям планетарий на Украине. Первоначально здесь была синагога, построенная в 1910-х годах, но под давлением большевиков в 1930-х годах еврейской общиной Харькова она была передана советским властям под клуб. Во время войны здание было полуразрушено, 14 лет простояло пустым и в 1957 было достроено специально для планетария.
- Известно о существовании 5 синагог (еврейских обществ) в Харькове до революции.

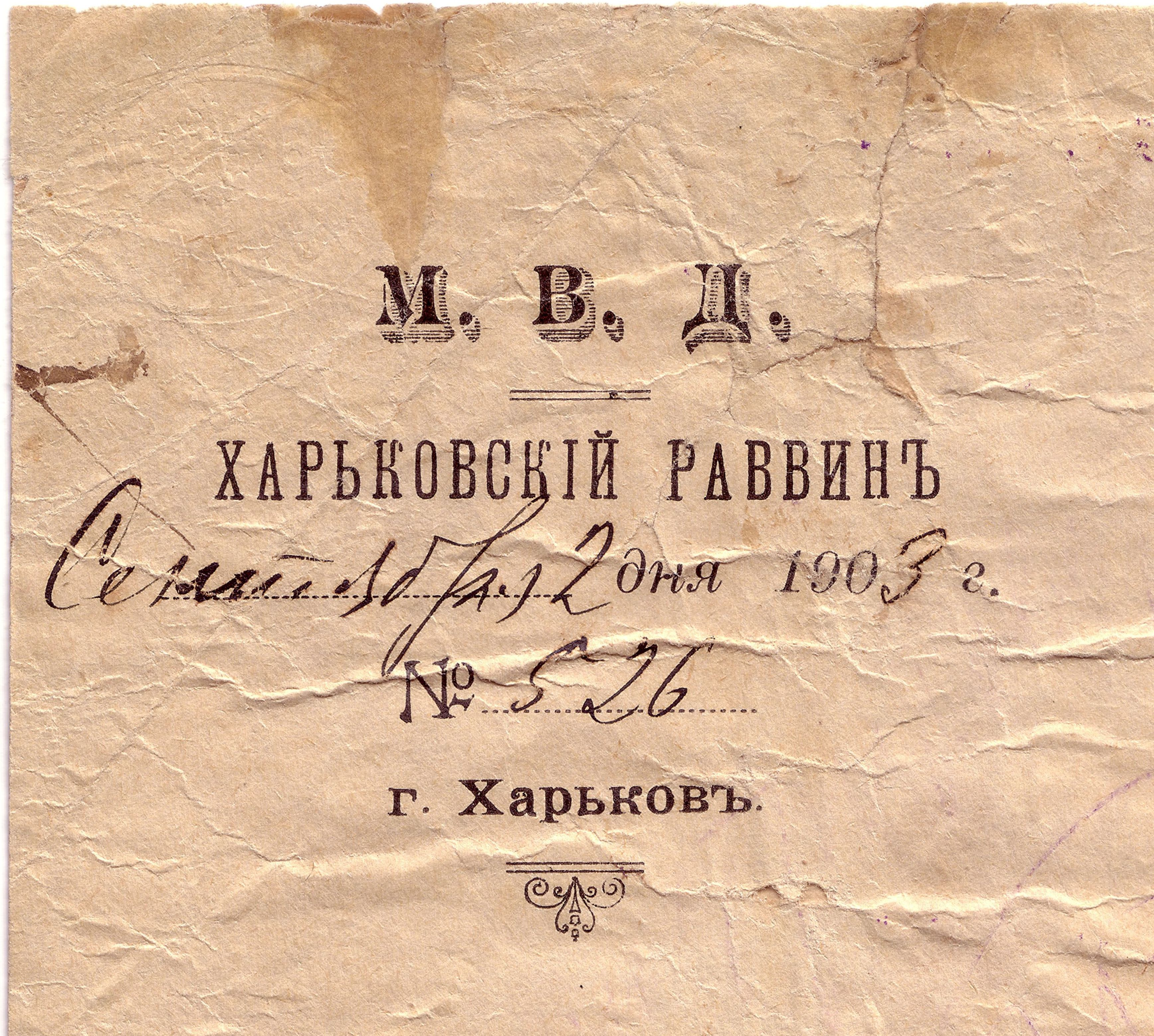
Угловой штамп раввина Харькова, 1903
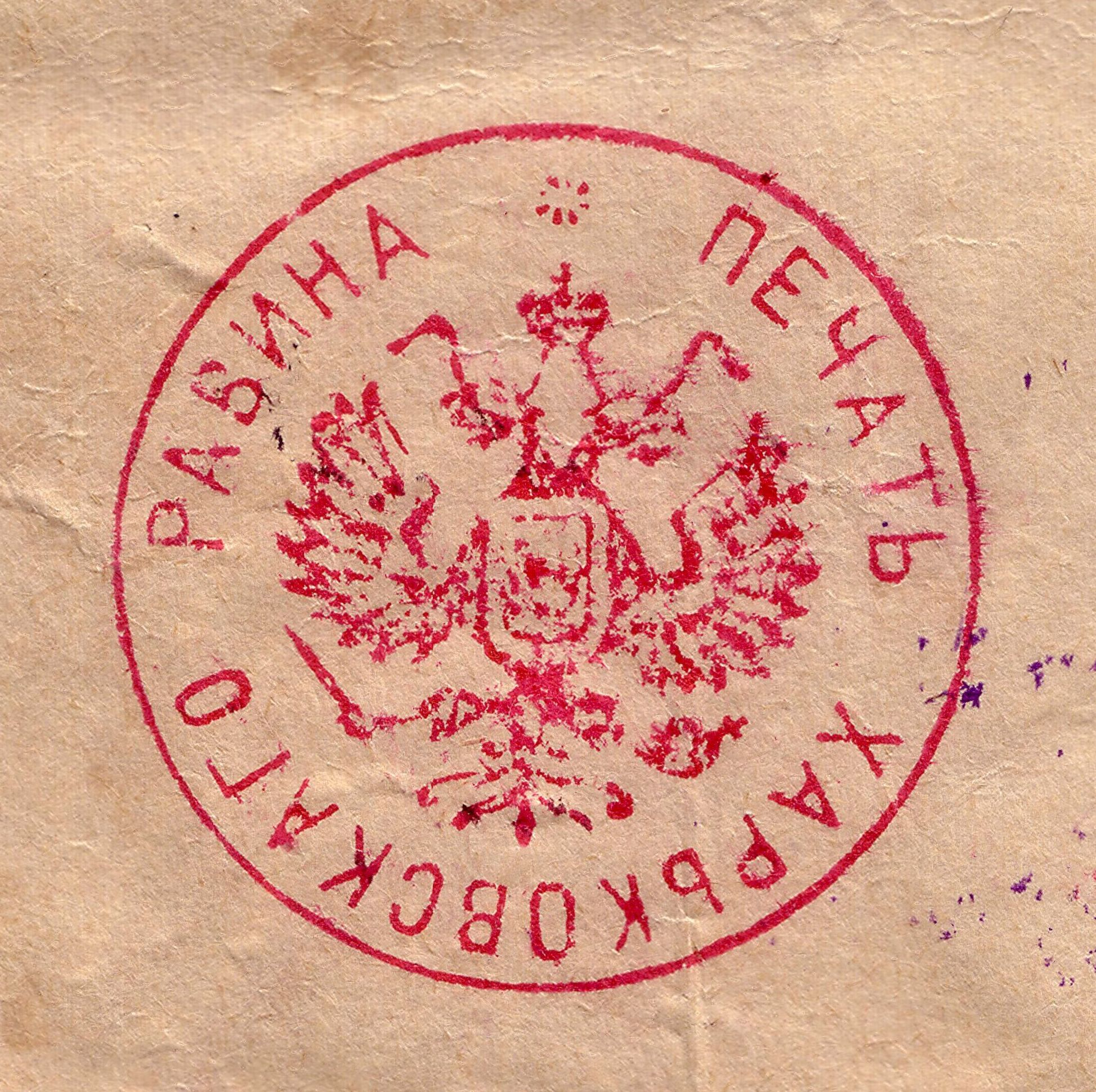
Печать харьковского раввина, 1903
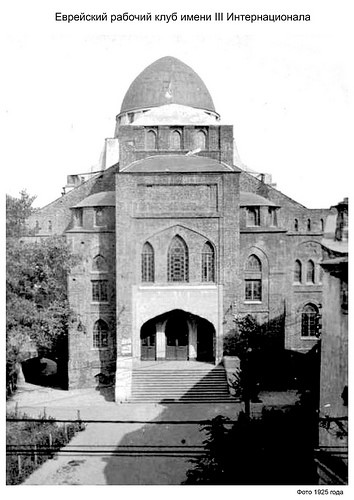
Центральный вход, 1920
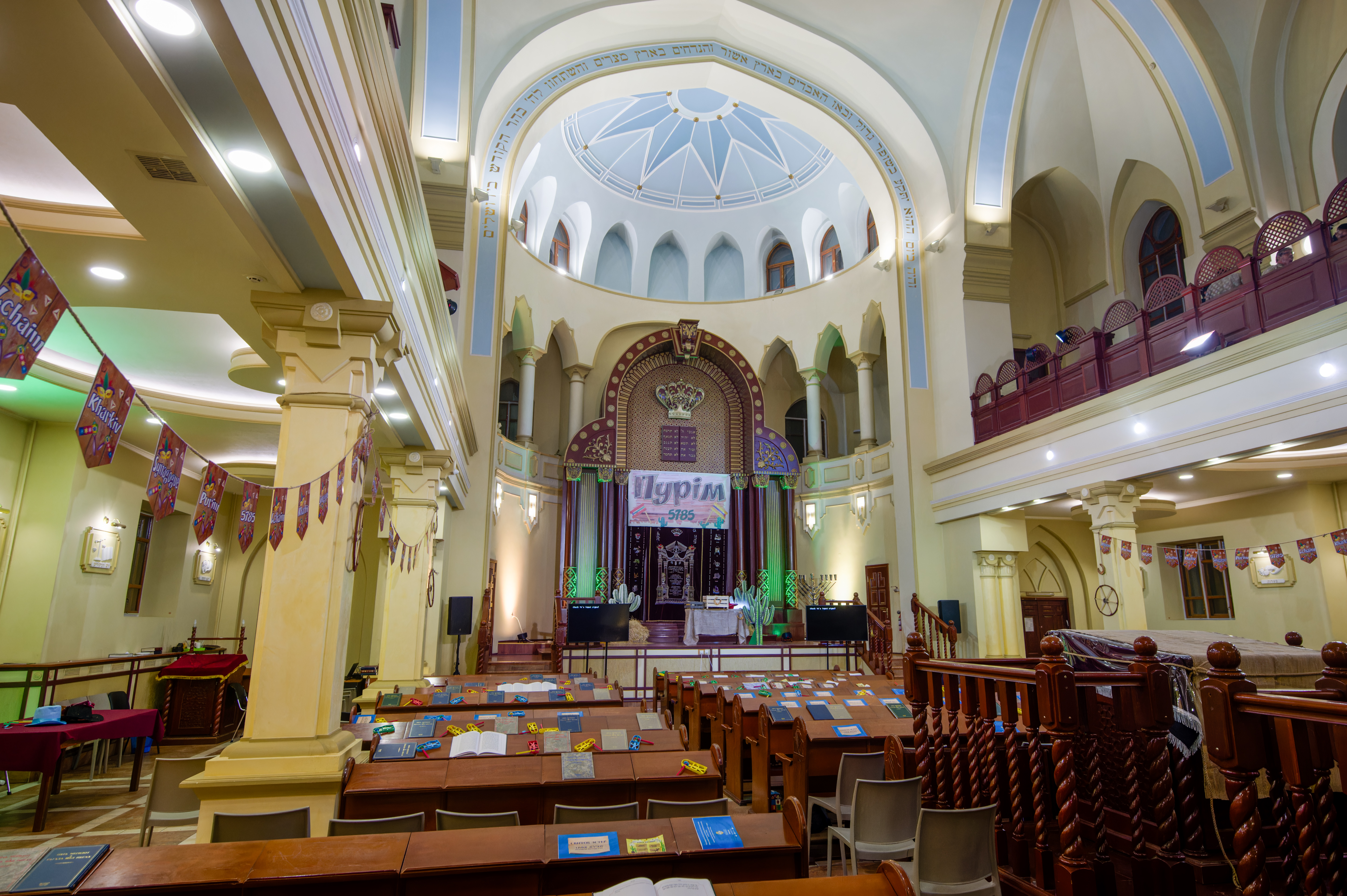
Интерьер, современный вид